# Amédée-Marie-Léon Crooÿ
Amédée-Marie-Léon Crooÿ (Crooij), né à Saint-Josse-ten-Noode le 28 janvier 1869 et mort à Tournai le 27 novembre 1923, est un évêque du diocèse de Tournai en Belgique.

## Biographie
Amédée Crooÿ, né à Saint-Josse-ten-Noode le 28 janvier 1869, est le fils d'Adolphe Crooÿ, agent de change, et d'Ida Werix. Il est élevé dans une famille de tradition catholique, deux de ses frères (Louis et Fernand) devenant également ecclésiastiques.
Amédée Crooÿ fait des études secondaires à l'Institut Saint-Louis de Bruxelles et choisit l'état ecclésiastique. Désigné par l'autorité diocésaine, il obtient après sept ans d'études universitaires le diplôme de docteur en philosophie et théologie au Collège pontifical belge à Rome. En 1893, il est nommé professeur à l'Institut Saint-Louis à Bruxelles et est ordiné prêtre en 1901. Il quitte ensuite l'Institut Saint-Louis pour prendre en charge la direction de la paroisse de l'Adoration perpétuelle à Bruxelles. Il devient par après directeur du couvent de Berlaymont. De 1908 à 1914, il est chargé de l'éducation religieuse des princes Léopold, futur Léopold III, et Charles de Belgique. À partir d'octobre 1910, il enseigne la philosophie au Petit séminaire de Malines puis assume la direction spirituelle du Grand séminaire de Malines.
À la suite du déclenchement de la Première Guerre mondiale en août 1914, de l'invasion de la Belgique et des atrocités allemandes, le cardinal Mercier, primat de Belgique, dénonce publiquement les actes commis par les Allemands dans des lettres pastorales lues dans les églises qui invitent les Belges à la résistance patriotique. Pour justifier cette prise de position vis-à-vis du pape Benoît XV, il envoie Amédée Crooÿ à Rome en mission diplomatique en janvier 1915. Le pape, dans sa réponse à Crooÿ, approuve la position adoptée par le cardinal Mercier mais insiste que la population belge à l'avenir conserve son calme face à l'envahisseur.
Le 31 décembre 1915, Crooÿ est nommé évêque de Tournai et le 9 janvier 1916 reçoit la consécration épiscopale dans la cathédrale Notre-Dame de Tournai. Jusqu'à la fin de la Première Guerre mondiale en novembre 1918, il doit subir les brimades (entraves à la liberté de mouvement, perquisitions et réquisitions) dues à l'occupation allemande de son diocèse.
À la suite de son décès à Tournai le 27 novembre 1923, il reçoit des funérailles officielles à la cathédrale Notre-Dame de Tournai et est inhumé dans le caveau de Évêques au cimetière de Tournai.

## Distinctions
- Officier de l'ordre de Léopold (Belgique)[3] .
- Chevalier de l'ordre d'Orange-Nassau (Pays-Bas).
- Chanoine honoraire de l'Église métropolitaine de Malines.
- Camérier secret de sa Sainteté.